# Aenictes polygrapharia
Aenictes polygrapharia är en fjärilsart som beskrevs av Herrich-Schäffer 1856. Aenictes polygrapharia ingår i släktet Aenictes och familjen mätare. Inga underarter finns listade i Catalogue of Life.